# Impact Wrestling Against All Odds
Against All Odds is een professioneel worstel- en Impact Plus evenement dat georganiseerd wordt door de Amerikaanse worstelorganisatie Impact Wrestling (voorheen bekend als Total Nonstop Action Wrestling (TNA)). Het evenement debuteerde in 2005 als TNa's vierde pay-per-view (PPV) evenement als deelname van de maandelijkse pay-per-view serie en werd jaarlijks gehouden in februari.
Het evenement werd herrezen als een One Night Only PPV in 2016 en een televisie special in 2019. In 2021 keerde het evenement terug als een Impact Plus Monthly Special.

## Evenementen
| Evenement             | Datum            | Stad                                       | Locatie                      | Main Event |
| --------------------- | ---------------- | ------------------------------------------ | ---------------------------- | --- |
| Against All Odds 2005 | 13 februari 2005 | Orlando, Florida                           | Impact Zone                  | Jeff Jarrett (c) vs. Kevin Nash voor het NWA World Heavyweight Championship                                                                                               |
| Against All Odds 2006 | 12 februari 2006 | Orlando, Florida                           | Impact Zone                  | Jeff Jarrett (c) vs. Christian Cage voor het NWA World Heavyweight Championship                                                                                           |
| Against All Odds 2007 | 11 februari 2007 | Orlando, Florida                           | Impact Zone                  | Christian Cage (c) vs. Kurt Angle voor het NWA World Heavyweight Championship met Samoa Joe as onofficiële speciale gast handhaver voor de ringoppervlak.                 |
| Against All Odds 2008 | 10 februari 2008 | Greenville, South Carolina                 | BI-LO Center                 | Kurt Angle (c) vs. Christian Cage voor het TNA World Heavyweight Championship met Samoa Joe als speciale gast handhaver voor de ringoppervlak.                            |
| Against All Odds 2009 | 8 februari 2009  | Orlando, Florida                           | Impact Zone                  | Sting (c) vs. Brother Devon vs. Brother Ray vs. Kurt Angle in een 4-way match voor het TNA World Heavyweight Championship                                                 |
| Against All Odds 2010 | 14 februari 2010 | Orlando, Florida                           | Impact Zone                  | D'Angelo Dinero vs. Mr. Anderson in de finale van het 8 Card Stud-toernooi                                                                                                |
| Against All Odds 2011 | 13 februari 2011 | Orlando, Florida                           | Impact Zone                  | Mr. Anderson (c) vs. Jeff Hardy in een Ladder match voor het TNA World Heavyweight Championship                                                                           |
| Against All Odds 2012 | 12 februari 2012 | Orlando, Florida                           | Impact Zone                  | Bobby Roode (c) vs. Bully Ray vs. James Storm vs. Jeff Hardy in een 4-way match voor het TNA World Heavyweight Championship met Sting als special guest ringside enforcer |
| Against All Odds 2019 | 17 februari 2019 | Las Vegas, Nevada                          | Sam's Town Casino            | Brian Cage vs. Killer Kross |
| Against All Odds 2021 | 12 juni 2021     | Nashville, Tennessee Jacksonville, Florida | Skyway Studios Daily's Place | Kenny Omega (c) vs. Moose voor het Impact World Championship |